# Kumu-Honua
Kumu-Honua ("prvi na Zemlji") havajsko je ime prvog muškarca na Zemlji.
Prema jednoj priči, Kumu-Honua i njegova supruga, prva žena Lalo-Honua bili su kreacije velikog boga Kānea. Kāne je paru dao vrt te im je zabranio jesti plod određenog stabla.
Čini se da je ovaj mit skoro u potpunosti izmišljen od strane misionara kršćana koji su došli na Havaje i pokušali uništiti tradicionalna vjerovanja.
Ipak, prema jednom izvoru, Kumu-Honua je bio poglavica s Oahua.

## Poveznice
- Adam